# John Mahon
John Mahon – zawodowy perkusista i wspierający wokalista. Dorastał w Canton, w stanie Ohio. Uczęszczał do szkoły St. Thomas Aquinas High School. Od 1997 współpracownik Eltona Johna.
Mahon współpracował ponadto m.in. z takimi wykonawcami jak: Billy Joel, Backstreet Boys, Bryan Adams, Anastacia, Phil Collins, Stevie Wonder, Tina Turner oraz Ray Charles.

## Dyskografia
- Peter White - Excusez-Moi (1994, 101 South Records)[4]
- Jesse Camp - Jesse & The 8th Street Kidz (1999, Hollywood Records)[5]
- Elton John - One Night Only (2000, Mercury Records)[6]
- Elton John - Dream Ticket (2004, Mercury Records)
- Elton John - Peachtree Road (2004, Mercury Records)
- Elton John - Elton 60 Live At Madison Square Garden (2007, Mercury Records)
- Elton John - Greatest Hits - One Night Only (2014, Mercury Records)
- Elton John - Wonderful Crazy Night (2016, Mercury Records)